# 莱昂贝格
莱昂贝格（德語：Leonberg，發音：[ˈleːɔnˌbɛʁk] ⓘ）是德国巴登-符腾堡州斯图加特行政区伯布林根县的城市，面积48.73平方千米，2023年12月31日人口为49,845人。

## 友好城市
莱昂贝格与以下城市结为友好城市：
- 德国 新克尔恩（1970年）
- 法國 贝尔福（1977年）
- 羅維尼（1990年）
- 德国 巴特洛本施泰因（1991年）